# Гамлет (фильм, 2011)
«Гамлет» (англ. Hamlet) — канадская драма 2011 года, экранизация одноимённой трагедии Уильяма Шекспира.

## Сюжет
В 1940-х годах в Лондоне Гамлет пытается разрешить убийство своего отца.

## В ролях
- Брюс Рэмси — Гамлет
- Лара Гилкрист — Офелия
- Питер Уингфилд — Клавдий
- Джиллиан Барбер — Гертруда
- Дункан Фрайзер — Полоний
- Хэйг Сазерланд — Лаэрт
- Стивен Лобо — Горацио
- Рассел Робертс — Король Гамлет

## Показ
Премьера «Гамлета» состоялась 11 октября 2011 года на Международном кинофестивале в Ванкувере. Он получил ограниченный прокат в январе 2014 года.

## Реакция
На Rotten Tomatoes фильм имеет рейтинг со средней оценкой 2/10. Джо Лейдон из «Variety» написал, что фильм «редко поднимается выше уровня хорошей попытки», но может заинтриговать поклонников и учёных решениями, принятыми при сжатии повествования до 90 минут. Николас Рапольд из «The New York Times» написал: «В то время как мистер Рэмси выполняет какой-то трюк в оптимизации пьесы, его обрезка углов больше похожа на отход центра». Эннли Эллингсон из «Los Angeles Times» негативно сравнила своё творчество с фильмом «Много шума из ничего» и назвала его «сфокусированным, хотя иногда и мелодраматичным, взглядом на бьющиеся сердца пьесы.